# Apostol
Apostol (grč. apostolos »poslanik«; apo »od« + stellein »slati«) je naziv nadjenut dvanaestorici Kristovih učenika koje je on izabrao, s kojima je proveo svoje javno djelovanje i nakon svojeg uskrsnuća poslao propovijedati evanđelje i činiti »znakove« u njegovo ime. Po redu izbora, »ovo su imena dvanaestorice: Šimun, zvani Petar, i njegov brat Andrija; Jakov Zebedejev (stariji) i brat mu Ivan; Filip i Bartolomej; Toma i Matej, carinik; Jakov (mlađi) Alfejev i Juda Tadej; Šimun Kanaanac (Kananej) i Juda Iskariotski (Iškanotski), koji ga izdade« (Mt 10, 2-4). Kako se Juda Iskariotski nakon izdaje objesio, apostoli su kockom u svoj zbor pribrojili Matiju. Pavao kasnije za sebe tvrdi je i njega Krist izabrao i pozvao za apostola (1 Kor 15,8—9). Kod ove dvanaestorice samo su dvojica evanđelisti: Matej i Ivan, dok ostala dvojica evanđelista, Marko i Luka, nisu bili apostoli.
Kasnije je naziv apostol pripisivan i drugima osobama. Osobito si ga sam pripisuje sveti Pavao, a u crkvenoj ga se tradiciji tako i naziva. Čini se da je u najranijoj Crkvi postojao sloj učenika koji su primali taj naslov premda nisu bili među dvanaestoricom Isusovih najbližih učenika. Slično Pavlu, taj se naziv daje i Barnabi i nekolicini drugih. Kasnije će se misionari pojedinih krajeva nazivati apostolima tih područja ili naroda. Tako je sveti Augustin Canteburryjski apostol Engleske, sveti Patrik apostol Irske, sveti Ćiril i Metod apostoli Slavena i tako dalje.